# Mautodontha punctiperforata
Mautodontha punctiperforata foi uma espécie de gastrópodes da família Charopidae.
Foi endémica da Polinésia Francesa.